# Sutherlandia
Sutherlandia es un género de plantas fanerógamas con siete especies perteneciente a la familia Fabaceae.

## Especies
- Sutherlandia darumbium Colla sinónimo de Astragalus darumbium (Colla)Clos
- Sutherlandia frutescens (L.) R.Br.
- Sutherlandia humilis E.Phillips & R.A.Dyer
- Sutherlandia microphylla Burch.
- Sutherlandia montana E.Phillips & R.A.Dyer
- Sutherlandia speciosa E.Phillips & R.A.Dyer
- Sutherlandia tomentosa Eckl. & Zeyh.